# Henotesia haroldi
Henotesia haroldi är en fjärilsart som beskrevs av Druce 1905. Henotesia haroldi ingår i släktet Henotesia och familjen praktfjärilar. Inga underarter finns listade i Catalogue of Life.